# Michael Lapage
Michael Clement Lapage (ur. 15 listopada 1923 w Shaftesbury, zm. 20 lipca 2018) – brytyjski wioślarz, wojskowy i misjonarz, srebrny medalista olimpijski.
Kształcił się w Monkton Combe School i Selwyn College University of Cambridge. W 1948 roku wystartował w The Boat Race, odnosząc zwycięstwo. Osada Cambridge z 1948 była pierwszą w historii, która wygrała Boat Race w czasie poniżej 18 minut. Rekord ten został pobity w 1974.
Wystąpił na igrzyskach olimpijskich w Londynie w 1948 roku, gdzie Brytyjczycy w składzie: Chris Barton, Michael Lapage, Guy Richardson, Paul Bircher, Paul Massey, Brian Lloyd, David Meyrick, Alfred Mellows i Jack Dearlove (sternik) wywalczyli srebrny medal w ósemkach. W finale o 10,2 sekundy przegrali z osadą Stanów Zjednoczonych, a o 3,4 sekundy wyprzedzili Norwegów. Był to jego jedyny start olimpijski.
W tej samej konkurencji zdobył również brązowy medal na igrzyskach Imperium Brytyjskiego w Auckland (1950).
W trakcie II wojny światowej służył jako pilot w Fleet Air Arm. Po zakończeniu kariery sportowej został misjonarzem, pracował w Kenii.